# Маја Сар
Маја Сарихоџић (рођена Хоџић; Тузла, 12. јул 1981) познатија као Маја Сар, босанскохерцеговачка је певачица.
Пре него што је почела соло каријеру, Маја је била пратећи вокал за многе познате певаче.
Њен први сингл Неспретно је објављен у марту 2010, постала је велики хит у Босни и Херцеговини, као и у другим суседним земљама.

## Детињство и младост
Маја је одрасла у Пећинцима где јој је мајка радила као наставник музичке културе у основној школи.

## Евровизија
Маја је учествовала на Евровизији за Босну и Херцеговину 2004. и 2011. године као пратећи вокал.
Учествовала је на Евровизији 2012. године са песмом Кораке ти знам.

## Фестивали
- 2011. Руњићеве вечери, Сплит - Ти ме води преко вода
- 2012. Евросонг - Кораке ти знам, осамнаесто место
- 2012. Руњићеве вечери, Сплит - Потражи ме у предграђу / Ако је живот пјесма (дует са Нином Бадрић)
- 2020. CMC festival, Водице - Хвала
- 2022. Београдско пролеће - Љубав

## Спољашње измене
- Званична страница Маје Сар